# Guadasséquies
Guadassèquies (em valenciano e oficialmente) ou Guadasequies (em castelhano) é um município da Espanha na província de Valência, Comunidade Valenciana. Tem 3,3 km² de área e em 2021 tinha 459 habitantes (densidade: 139,1 hab./km²).

## Demografia
| Variação demográfica do município entre 1991 e 2004 | Variação demográfica do município entre 1991 e 2004 | Variação demográfica do município entre 1991 e 2004 | Variação demográfica do município entre 1991 e 2004 |
| --------------------------------------------------- | --------------------------------------------------- | --------------------------------------------------- | --------------------------------------------------- |
| 1991                                                | 1996                                                | 2001                                                | 2004                                                |
| 404                                                 | 390                                                 | 380                                                 | 385                                                 |